# Клименцы (Кировская область)
Клименцы  — упразднённая деревня в Слободском районе Кировской области России. Ныне урочище на территории Денисовского сельского поселения.

## Название
В Переписи 1628—1629 годов упоминается как Починок Мишки Петрова сына Вычегженина. Перепись 1646 года упоминает Починок Мишки Петрова сына Вычегжанина на колодезе. Перепись 1678 года: Починок Мишки Вычагжанина. В 1719 году	1‑я ревизия (1719‑21), описывает населённый пункт как Деревня, что был починок Мишки Выляжанина.
На карте Стрельбицкого 1871 года — Степана Вылягжанина

## География
Деревня находилась на севере центральной части Кировской области, в подзоне южной тайги, в бассейне реки Медянка, вблизи деревни Голышево.
Абсолютная высота — примерно 190 метров над уровнем моря (данные по ближайшей крупной деревне Голышево).

### Географическое положение
В радиусе 4,2 километра 19 населённых пунктов. Расстояния указаны по прямой, стрелки указывают направление
- д. Голышево (↙ 0,4 км)
- д. Лопаткины (↑ 1,1 км)
- д. Слободка (↗ 1,8 км)
- д. Бабинцы (↙ 2 км)
- с. Совье (↗ 2,1 км)
- д. Красноселье (↖ 2,3 км)
- д. Вохмины (↑ 2,4 км)
- д. Подгорена (← 2,6 км)
- д. Сорокинская (↗ ≈2,7 км)
- д. Петровы (↗ 2,7 км)
- д. Царевы (↑ 3 км)
- д. Корюгино (↙ 3,2 км)
- д. Верещаги (↑ 3,3 км)
- поч. Софониха (↘ ≈3,7 км)
- д. Чубыки (↗ 3,8 км)
- д. Широбоково (↗ 4 км)
- д. Тетери (↖ 4 км)
- д. Копани (↑ 4 км)
- д. Башарово (← 4,1 км)
- д. Уры (↑ 4,2 км)

## Климат
Климат характеризуется как континентальный, с продолжительной холодной многоснежной зимой и умеренно тёплым летом. Среднегодовая температура — 1,5 °C. Средняя температура воздуха самого холодного месяца (января) составляет −14,2 °C (абсолютный минимум — −45 °С); самого тёплого месяца (июля) — 17,8 °C (абсолютный максимум — 35 °С). Безморозный период длится в течение 120—125 дней. Годовое количество атмосферных осадков — 550—600 мм, из которых около 70 % выпадает в тёплый период. Снежный покров устанавливается в конце октября и держится около шести месяцев.

## История
Была известна по переписи 1628—1629 годов как однодворный починок Мишки Петрова сына Вычегженина, входивший в: Российское царство, Вятка, Слободской уезд,	Верховский стан, погост на Совье раменье. 

К 1979 году деревня	Климинцы входила в Совьинский сельсовет	 Слободского района Кировской области.
Точная дата упразднения неизвестна.

## Население
По Всесоюзной переписи населения 1979 года проживали 4 человек, все — женщины, русские.

## Инфраструктура
Личное подсобное хозяйство с зоной сельскохозяйственного использования, индивидуальная застройка усадебного типа. К 1979 году действовала ферма совхоза.